# Prolhané krásky: Perfekcionistky
Prolhané krásky: Perfekcionistky jsou americký dramatický televizní seriál, vytvářený I. Marlene King podle románu The Perfectionists od Sary Shepard. Stanice Freeform objednala pilotní díl dne 25. září 2017. Seriál bude sloužit jako spin-off seriálu Prolhané krásky. Dne 14. května 2018 stanice objednala prvních deset dílů první řady, která měla premiéru dne 20. března 2019.

## Obsazení

### Hlavní role
- Sasha Pieterse jako Alison DiLaurentis
- Janel Parrish jako Mona Vanderwaal
- Sofia Carson jako Ava Jalali, blogerka a módní ikona
- Sydney Park jako Caitlin Martell-Lewis, inteligentní dcera jedné z matek senátorek Spojených států amerických. Caitlin je expertka na uchovávání tajemstvích. Doufá, že bude následovat svojí matku v jejích politických krocích, pouze pokud ji její tajemství nedostanou dříve, než se o ně pokusí.
- Eli Brown jako Dylan Wright, houslista, který miluje hudbu, jeho přítel je Andrew
- Chris Mason jako Nolan Hotchkiss
- Kelly Rutherfordová jako Claire Hotchkiss, matka Nolana, společně se svým manželem založila společnost Hotchkiss Industries
- Graeme Thomas King jako Jeremy Beckett, inteligentní vědec, který pracuje v Hotchkiss Industries
- Hayley Erin jako Taylor Hotchkiss, Nolanova sestra, která učí na BHU
- Graeme Thomas King jako Jeremy Beckett, šarmantní Brit, Caitlin přítel

### Vedlejší role
- Evan Bittencourt jako Andrew Villareal, Dylanův přítel
- Noah Grey-Cabey jako Mason Gregory, Nolanův kamarád z dětství, Caitlin bývalý přítel
- Klea Scott jako Dana Booker, bývalá agentka FBI, velitelka ochranky na BHU
- Garrett Wareing jako Zach Fordson, dobrý kamarád Avy

## Seznam dílů
| Č. v seriálu | Č. v řadě | Původní název              | Režie                     | Scénář                         | Premiéra v USA  |
| ------------ | --------- | -------------------------- | ------------------------- | ------------------------------ | --------------- |
| 1            | 1         | Pilot                      | Elizabeth Allen Rosenbaum | I. Marlene King                | 20. března 2019 |
| 2            | 2         | Sex, Lies And Alibis       | Elizabeth Allen Rosenbaum | I. Marlene King                | 27. března 2019 |
| 3            | 3         | ...If One of Them is Daed  | Geary McLeod              | Charlie Craig                  | 3. dubna 2019   |
| 4            | 4         | The Ghost Sonata           | Roger Krumble             | Josepth Dougherty              | 10. dubna 2019  |
| 5            | 5         | The Patchwork Girl         | Roger Krumble             | bude oznámeno                  | 17. dubna 2019  |
| 6            | 6         | Lost and Found             | Shiri Appleby             | Kyle Brown                     | 24. dubna 2019  |
| 7            | 7         | Dead Week                  | Arlene Sanford            | Paula Yoo                      | 1. května 2019  |
| 8            | 8         | Hook, Line and Booker      | Arlene Sanford            | Nelson Soler                   | 8. května 2019  |
| 9            | 9         | Lie Together, Die Together | Norman Buckley            | Charlie Craig a Kateland Brown | 15. května 2019 |
| 10           | 10        | Enter the Professor        | Norman Buckley            | bude oznámeno                  | 22. května 2019 |

## Produkce
Stanice Freeform objednala pilotní díl dne 25. září 2017. Seriál bude sloužit jako druhý spin-off seriálu Prolhané krásky, po seriálu Ravenswood. Dne 14. května 2018 stanice objednala prvních deset dílů první řady, která bude mít premiéru 20. března 2019.

### Casting
Dne 25. září 2017 bylo potvrzeno, že své role si zopakují Sasha Pieterse a Janel Parrish. Dne 29. ledna 2018 bylo oznámeno, že do role Avy byla obsazena herečka Sofia Carson. Dne 9. března 2018 bylo oznámeno obsazení Kelly Rutherfordové. Pokračovala obsazení Sydney Park, nováčka Eli Browna a Hayley Erin.

### Natáčení
Dne 23. ledna 2018 bylo oznámeno, že seriál se bude natáčet v Portlandu v Oregonu. Marlene King potvrdila, že začátek natáčení je stanoven na březen 2018. Produkce byla zahájena dne 27. února 2018. Natáčení pilotního dílu bylo zahájeno 12. března 2018 a ukončeno bylo poslední týden téhož měsíce.

## Vydání

### Marketing
První ukázka měla premiéru dne 14. května 2018.